# Loi Sullivan
La loi Sullivan, adoptée en 1911 par l’État de New York, est l’une des premières lois de contrôle des armes à feu à entrer en vigueur aux États-Unis. Elle instaure le permis obligatoire pour acheter et détenir une arme à feu, celui-ci étant délivré à la discrétion des autorités. De ce fait, elle se traduit par des discriminations, les personnes des classes sociales défavorisées se voyant la plupart du temps refuser le permis. En outre, les études réalisées par la suite montrent qu’elle n’a que peu d’effet sur la criminalité. Fortement critiquée pour ces raisons, mais aussi par certains groupes pro-armes qui la considèrent contraire au deuxième amendement de la Constitution, elle est finalement déclarée inconstitutionnelle par la cour suprême en 2022.

## Historique
Au début des années 1910, la ville de New York fait face à un arrivée important de migrants, essentiellement italiens, et à une montée de la violence, que les habitants attribuent à ces derniers. L’idée émerge alors de créer une loi limitant la circulation des armes de petite taille faciles à dissimuler afin de réduire la criminalité. Le principal promoteur de l’idée est Timothy Sullivan, un politicien corrompu membre du Tammany Hall, qui donne son nom à la loi quand celle-ci est promulguée en 1911.
Critiquée dès sa promulgation, la question de sa conformité à la Constitution est ouvertement posé dans les années 2010, après que la cour suprême se soit prononcée contre deux lois similaires à Washington et Chicago en 2008 et 2010. 

## Principes
La loi Sullivan vise principalement les armes à feu pouvant être dissimulées, c’est-à-dire essentiellement les armes de poing. L’achat, la détention et le port de ce type d’arme requiert un permis, qui est délivré par la police selon le principe du may-issue. Cela veut dire que les autorités délivrent les permis plus ou moins à leur entière discrétion, à l’inverse du principe du shall-issue, selon lequel elles sont obligées de délivrer le permis à partir du moment où le demandeur répond aux conditions édictées par la loi. La détention d’une telle arme sans ce permis est considérée comme un délit (misdemeanor) tandis que son port en public est un crime (felony).
Bien que la loi Sullivan soit principalement connue pour ses parties s’appliquant aux armes à feu, elle interdit également nombre d’armes blanches ou contondante, parfois en des termes assez vagues. Est ainsi interdit le port de « couteaux dangereux », des dagues ou encore des matraques.

## Critiques
La loi s’attire de nombreuses critiques dès son introduction. Le premier reproche qui lui est fait est de ne pas avoir réellement d’impact sur la criminalité. Ainsi dès 1913, un journaliste du New York Times déclare que les criminels sont « mieux armés que jamais ». Cette impression est confirmée par les études réalisées par la suite, qui montrent que le criminalité a augmenté après la promulgation de la loi.
Le deuxième reproche est son caractère xénophobe, et plus largement discriminatoire. Lors de son introduction elle vise en effet spécifiquement les immigrants italiens, qui constituent dans les premières années de son application près de 70 % des condamnés. par la suite, elle vise également les autres minorités. En outre, les permis étant accordés à la discrétion de l’administration, ceux-ci sont principalement délivrés à la population aisée blanche.
Enfin, elle est plus simplement accusée d’enfreindre le deuxième amendement de la Constitution en limitant de manière arbitraire le port d’arme.